# Peridroma neurogramma
Peridroma neurogramma är en fjärilsart som beskrevs av Edward Meyrick 1899. Peridroma neurogramma ingår i släktet Peridroma och familjen nattflyn. Inga underarter finns listade i Catalogue of Life.